# ماركو فوساتي
ماركو فوساتي (بالإيطالية: Marco Ezio Fossati) (5 أكتوبر 1992 بمونزا في إيطاليا - ) هو لاعب كرة قدم إيطالي في مركز الوسط. شارك مع منتخب إيطاليا تحت 17 سنة لكرة القدم ومنتخب إيطاليا تحت 18 سنة لكرة القدم ومنتخب إيطاليا تحت 20 سنة لكرة القدم ومنتخب إيطاليا تحت 21 سنة لكرة القدم. أما مع النوادي، فقد لعب مع إنتر ميلان وإيه سي ميلان ونادي أسكولي ونادي باري ونادي بيروجيا ونادي كالياري ولاتينا كالتشيو.

## وصلات خارجية
- ماركو فوساتي على موقع الاتحاد الدولي (مؤرشف)  (الإنجليزية)
- ماركو فوساتي على موقع الاتحاد الأوربي (الإنجليزية)
- ماركو فوساتي على موقع قاعدة بيانات كرة القدم.إي يو (الإنجليزية)
- ماركو فوساتي على موقع بيانات كرة القدم. دي إي (الألمانية)
- ماركو فوساتي على موقع Soccerbase.com (لاعب) (الإنجليزية)
- ماركو فوساتي على موقع Soccerway.com (الإنجليزية)
- ماركو فوساتي على موقع عالم كرة القدم.نت (الإنجليزية)
- ماركو فوساتي على موقع AS.com (الإسبانية)